# Donacoscaptes berthellus
Donacoscaptes berthellus là một loài bướm đêm trong họ Crambidae.